# Коное Сакіко
Коно́е Са́кіко (яп. 近衛前子, このえさきこ; 1575 — 11 серпня 1630) — Імператриця Японії. Дружина Імператора Ґо-Йодзея. Мати Імператора Ґо-Мідзуноо. Донька Коное Сакіхіси та його дружини з роду Такеда провінції Вакаса. Названа донька Тойотомі Хідейосі.

## Біографія
У 1584 поступила в монастир Содзіїн, де працювала сповісником їдальні.
У 1586 стала названою донькою Тойотомі Хідейосі.
У січні 1571 почала працювати в Імператорському дворі.
24 січня 1587 стала наложницею Імператора Ґо-Йодзея й отримала 3-й молодший чиновницький ранг.
1 червня 1620 нагороджена почесним титулом дзюсанґу. Вийшла у відставку.
У 1622 прийняла чернечий постриг.
Похована в особистій могилі на території гробниці Цукінова в Кіото.

## Родина
| Батько: | Коное Сакіхіса      | (1536—1612) |  | Радник, великий державний міністр. |
| Мати:   | Такеда NN           | (?—?)       |  | .                                  |
| Чоловік | Імператор Ґо-Йодзей | (1571—1617) |  | 107-й Імператор Японії.            |